# Targaryendraconia
De Targaryendraconia zijn een groep van uitgestorven pterosauriërs behorende tot de Pterodactyloidea.
In 2019 bemerkten Rodrigo Pêgas, Borja Holgado en María Eduarda Santos de Castro Leal bij hun benoeming van Targaryendraco dat deze soort een nog niet onderkende aftakking vormde samen met enkele andere pterosauriërs. Deze benoemden ze als de Targaryendraconia. Deze klade werd gedefinieerd als de groep omvattende Targaryendraco wiedenrothi en alle soorten nauwer verwant aan Targaryendraco dan aan Anhanguera blittersdorffi.
De groep bestaat uit middelgrote visetende soorten uit het Krijt van Europa, Amerika en Australië. Ze zijn gevonden in lagen uit het Hauterivien tot Cenomanien. Naast Targaryendraco zelf bestaat de groep uit Aussiedraco, Barbosania, Aetodactylus, Camposipterus en Cimoliopterus.
Verschillende synapomorfieën, gedeelde afgeleide eigenschappen, werden vastgesteld. Bij de onderkaken lopen de zijranden van het voorste uiteinde van de symfyse min of meer evenwijdig. Het voorste uiteinde van de symfyse is overdwars afgeplat tot een breedte gelijk aan drie tandposities. De lengtegroeve in hun gezamenlijke bovenvlak is diep en smal, ongeveer gelijk aan de breedte van een halve tandkas. Bij zowel de bovenkaken als de onderkaken ligt vooraan het breedste punt ter hoogte van het derde tandenpaar. De beenbalk die het eerste tandenpaar van de onderkaken scheidt, is dun, de helft of minder van de breedte van een tandkas. De tandenrij beslaat 70% van de totale lengte van de onderkaak.
De Targaryendraconia maken deel uit van de Lanceodontia. Ze zijn verdeeld in twee zustergroepen: de Targaryendraconidae en de Cimoliopteridae.